# Hermanas de la Caridad de San Vicente de Paúl de Fulda
La Congregación de Hermanas de la Caridad de San Vicente de Paúl de Fulda (oficialmente en latín: Congregatio Sororum Caritatis Fuldensis) es un congregación religiosa católica femenina, de vida apostólica y de derecho pontificio, fundada en 1841 por el obispo alemán Johann Leonhard Pfaff, en Fulda. A las religiosas de este instituto se les conoce como Hermanas de la Caridad de Fulda o simplemente como vicentinas de Fulda. Sus miembros posponen a sus nombres las siglas S.C.

## Historia
La congregación tiene su origen en las Hermanas de la Caridad de Estrasburgo, quienes fundaron una comunidad en Fulda, Alemania, el  5 de julio de 1834, a petición del obispo Johann Leonhard Pfaff de la diócesis homónima, para el servicio un hospital. Esta comunidad se independizó de la casa madre en 1851 formando una congregación independiente.
El instituto de Fulda recibió la aprobación como congregación religiosa de derecho diocesano en 1866, de parte de Christoph Florentius Kött, obispo de Fulda. El papa León XIII elevó el instituto a congregación religiosa de derecho pontificio, mediante decretum laudis de 1884. En 1970 entró a formar parte de la Federación de Hermanas de San Vicente de Paúl de Estrasburgo y en 1994 dio origen a una nueva congregación en India.

## Organización
La Congregación de Hermanas de la Caridad de San Vicente de Paúl de Fulda es un instituto religioso de derecho pontificio y centralizado, cuyo gobierno es ejercido por una superiora general, hace parte de la Federación de Hermanas Vicencianas de Estrasburgo y su sede central se encuentra en Fulda (Alemania).
Las vicentinas de Fulda se dedican a la atención de los ancianos, niños y enfermos. En 2017, el instituto contaba con 126 religiosas y 17 comunidades, presentes únicamente en Alemania.